# Pandharkaoda
 (mars 2024).
Pandharkaoda, est une ville et un conseil municipal du district d'Yavatmal dans l'État indien du Maharashtra. Lors du recensement de l'Inde de 2011, sa population s'élève à 31 094 habitants.